# Eugène Razoua
Eugène Angèle Razoua, dit Eugène Razoua, né le 16 juillet 1830 à Beaumont-de-Lomagne (Tarn-et-Garonne) et mort le 28 juin 1878 à Genève (Suisse), est un militaire, journaliste, écrivain, membre de la Commune de Paris et homme politique français.

## Biographie

### Jeunesse et carrière militaire
Né à Beaumont-de-Lomagne en 1830, Eugène Razoua naît dans une famille apparentée à celle du comte Gaston de Raousset-Boulbon, flibustier et militaire. Elève du petit séminaire de Moissac dirigé par des prêtres, le jeune Razoua fugue à l'âge de 15 ans pour embarquer sur un navire de commerce en direction du Pérou. Il racontera plus tard ses péripéties en Amérique du Sud dans un livre intitulé Aventures de terre et de mer. De retour en France cinq ans plus tard, il entame une carrière militaire en s'engageant au 5ème chasseurs à cheval à Vendôme. Après une formation à l'École de cavalerie de Saumur, il est envoyé en disgrâce au 3ème spahis en Algérie à la suite à son opposition au coup d'État du 2 décembre 1851 par Napoléon III. Sur place, il tache de prendre contact le plus souvent possible avec les locaux qu'il prend d'affection ; il dira même : « Ils sont mes frères, et je leur prouverai bien, parbleu ! que je les aime » (il détaillera ses sentiments dans ses Souvenirs d'un Spahis). Ayant multiplié les actes de bravoure au front, il est promu sous-officier à l'âge de 24 ans avant de se voir proposer la médaille militaire (qu'il ne recevra finalement qu'en 1963).

### Le journaliste républicain

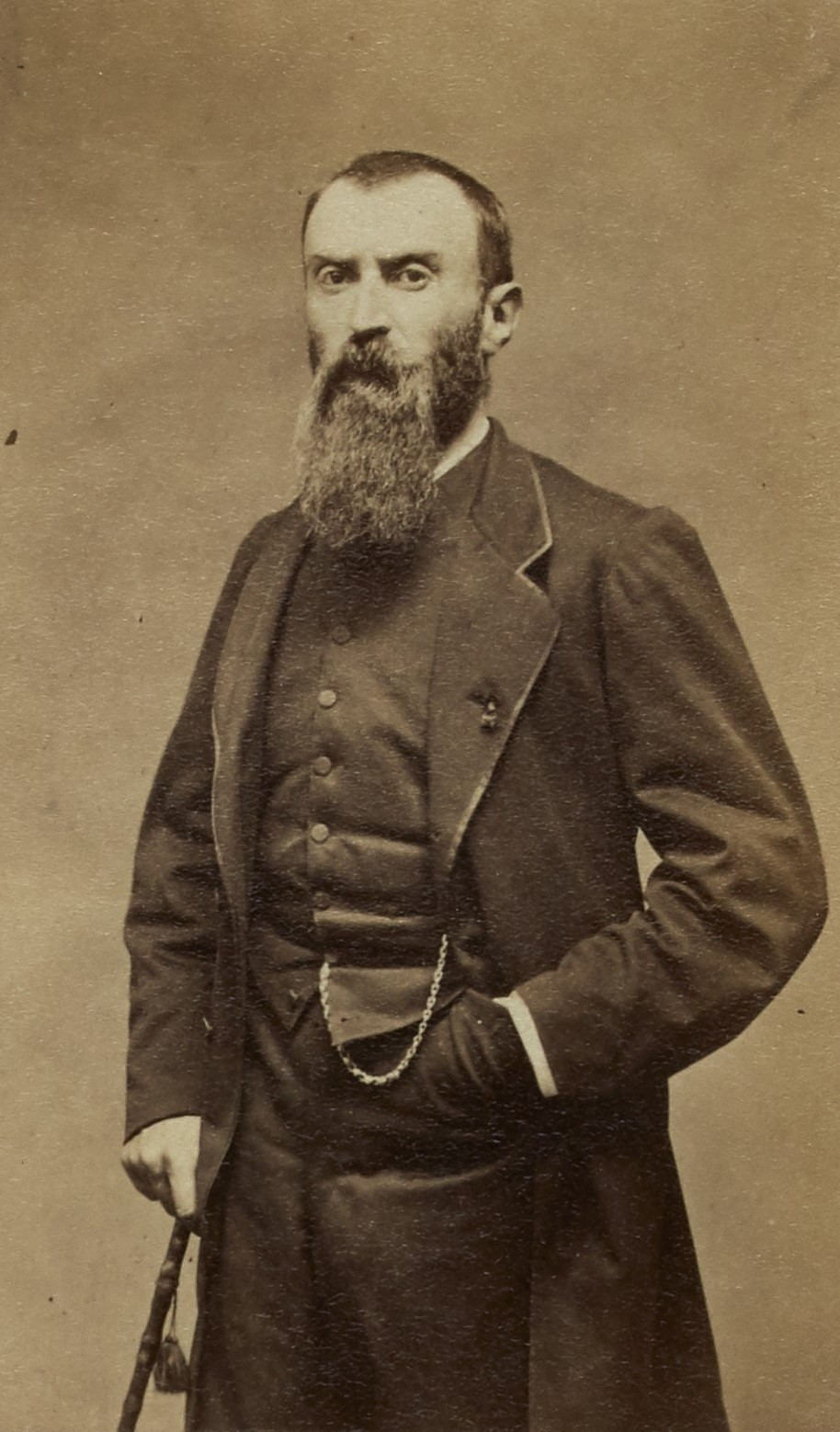
Eugène Razoua vers 1865.

Revenu à Paris en 1863 et las de la vie militaire, il prend contact en août de la même année avec différents journalistes républicains comme Tony Révillon ou encore Arthur Arnould qui lui permettent de se faire embaucher comme comptable au Nain jaune, journal dirigé par le jeune Aurélien Scholl. D'un caractère explosif, il est finalement licencié très vite par Scholl qui, après avoir écrit à Révillon : « Impossible de garder ce lion dans cette cage. Mes registres sont en lambeaux, emmène le », il écrit cette lettre à Razoua : « Revenez au Nain Jaune quand vous voulez comme rédacteur et comme ami, mais comme employé n'y reparaissez jamais ». Devenu ami avec Révillon, celui-ci l'encourage à écrire et à publier, en 1864, ses souvenirs d'Algérie puis, ayant appartenu à différentes rédactions, il entre en 1868 dans l'équipe du Réveil, journal fondé par Charles Delescluze. Deux ans plus tard, il est impliqué dans le Complot de Blois et accusé d'avoir voulu intenter à la vie de l'empereur (le complot était vraisemblablement une mascarade montée de toute pièce par les autorités pour procéder à des arrestations d'opposants). Condamné à 6 mois de prison préventive, il est finalement acquitté à la suite du procès devant la Haute cours de Blois. Membre de l'Alliance républicaine et élu chef du 6ème bataillon de la garde nationale, il est nommé représentant de la Seine aux élections législatives de février 1871 et vote pour la continuation de la guerre contre la Prusse.

### Commandant durant la Commune de Paris

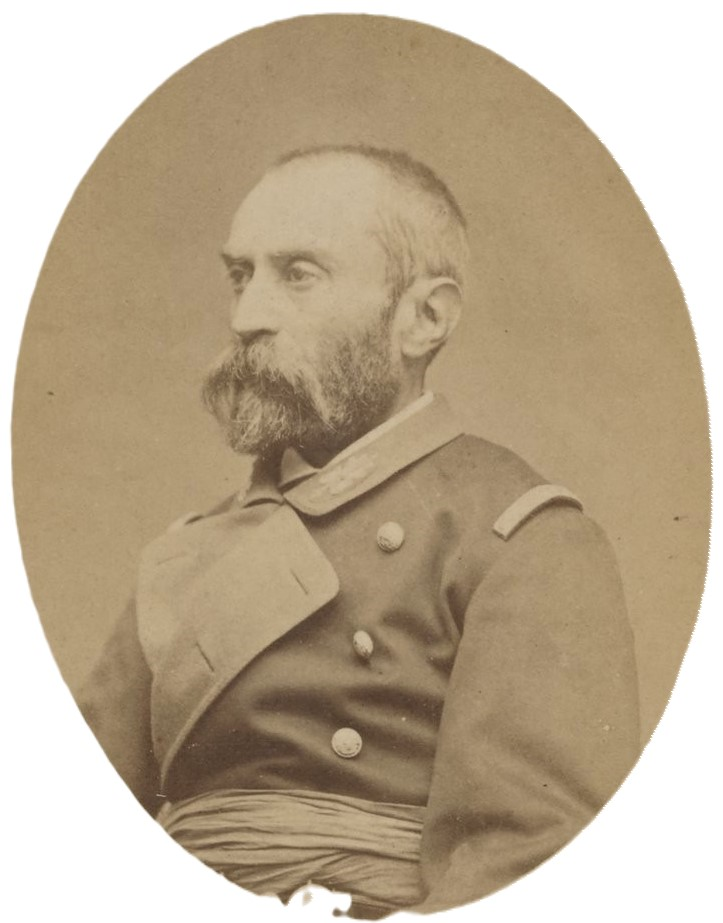
Eugène Razoua en 1871 durant la Commune de Paris.

Le 31 mars, il démissionne de son mandat de député et rejoint la Commune de Paris, comme commandant du 61e bataillon (bataillon de Montmartre) et comme directeur de l'école militaire et membre des cours martiales. 

### En exil en Suisse
Après la Semaine sanglante, il s'exile à Genève et y meurt avant l'amnistie qui lui aurait permis de revenir en France.

## Sources
- « Eugène Razoua », dans Adolphe Robert et Gaston Cougny, Dictionnaire des parlementaires français, Edgar Bourloton, 1889-1891 [détail de l’édition][4]